# Коловодник жовтоногий
Коловодник жовтоногий (Tringa flavipes) — прибережний птах з родини баранцевих.

## Опис
Жовтоногий коловодник дуже схожий на великого коловодника (Tringa melanoleuca). У дорослих птахів довгі жовті ноги. Тіло сірувато-коричневе зверху і біле знизу. Шия і груди з темно-коричневими смугами, хвіст білий.

## Поширення
Мешкає в лісах поблизу ставків у тайзі Аляски (США) та в Квебеку (Канада). Гніздиться на землі, як правило, на відкритих сухих місцях. Птах перелітний, взимку рухається до узбережжя США Мексиканської затоки і до Південної Америки. В Європі — є залітним видом. Так, 3 грудня 2023 року, коловодник жовтоногий був помічений на набережній Дніпра у місті Черкаси. 